# Kilformade benen

Kilformade benen (latin: ossa cuneiformia) eller fotens kilben är, i människans kropp, tre av fotens (pes) sju fotrotsben (ossa tarsi).
Benens kilform, i synnerhet de två laterala, skapar fotvalvets proximala, tvärgående komponent (arcus pedis transversus proximalis) som fortsätter ut i mellanfoten (metatarsus).
- Inre kilformade benet (os cuneiforme mediale) eller första kilformade benet (os cuneiforme primum)
- Mellersta kilformade benet (os cuneiforme intermedium) eller andra kilformade benet (os cuneiforme secundum)
- Yttre kilformade benet (os cuneiforme laterale) eller tredje kilformade benet (os cuneiforme tertium)